# Джесса Роудс
Джесса Роудс (англ. Jessa Rhodes, род. 29 июня 1993 года) — американская порноактриса.

## Ранняя жизнь
Роудс родилась и выросла в сельской местности Орегона. В семье она была младшей из семи детей и до шестого класса проходила обучение на дому.

## Карьера
В семнадцатилетнем возрасте Роудс начала работать стриптизёршей и позировала обнажённой. Когда она работала веб-моделью, её заметил один из агентов и предложил попробовать свои силы в порноиндустрии, и в августе 2012 года, вскоре после своего 19 дня рождения, она дебютировала в порно. Её первой работой стала сцена с Джей Маком студии Reality Kings, которую снимали в Майами. Своё сценическое имя Джесса она выбрала, так как её первый агент сказал, что она похожа на Playboy Playmate июля 2011 года Джессу Хинтон. Фамилия Роудс связана с детскими воспоминаниями о родес-пиано.
В 2013 году Роудс вместе с другими порноактрисами, Лизой Энн, Терой Патрик, Рикки Сикс и Джейден Джеймс, снялась в клипе на песню «Dead Bite» группы Hollywood Undead, а в 2017 году она вместе с Ксандером Корвусом снялась в клипе на песню «Headspin» группы Butcher Babies.
В 2015 году CNBC включил Роудс в список «Грязная дюжина: Самые большие порнозвёзды».
По данным на 2019 год снялась в 430 порнофильмах.
17 февраля 2021 родила сына. Имя пока не раскрывает.

## Награды и номинации

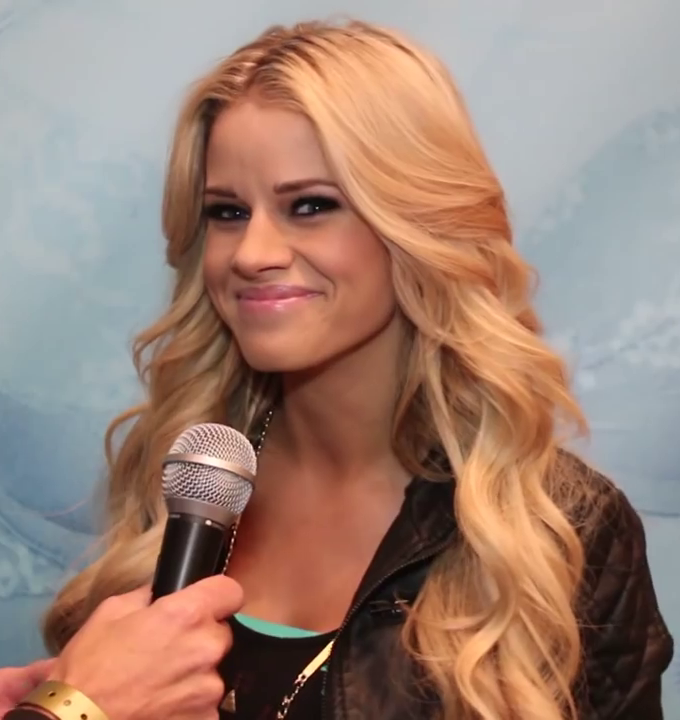
Роудс на AVN Awards, 2014 год

| Год  | Награда    | Категория                                                                   | Работа                                   | Результат |
| ---- | ---------- | --------------------------------------------------------------------------- | ---------------------------------------- | --------- |
| 2014 | AVN Award  | Лучшая групповая сцена в лесбийском порно (с Самантой Сэйнт и Анной Морной) | Bikini Outlaws                           | Номинация |
| 2014 | AVN Award  | Лучшая новая старлетка                                                      | н/д                                      | Номинация |
| 2014 | AVN Award  | Лучшая актриса второго плана                                                | Bikini Outlaws                           | Номинация |
| 2014 | XBIZ Award | Лучшая новая старлетка                                                      | н/д                                      | Номинация |
| 2014 | XBIZ Award | Лучшая сцена — короткометражный фильм (с Тайлером Никсоном)                 | Family Business                          | Номинация |
| 2014 | XRCO Award | Новая старлетка                                                             | н/д                                      | Номинация |
| 2015 | AVN Award  | Лучшая сцена, снятая от первого лица (с Дэнни Маунтином)                    | Girlfriend Experience                    | Номинация |
| 2015 | AVN Award  | Лучшая актриса второго плана                                                | Second Chances                           | Номинация |
| 2015 | XBIZ Award | Исполнительница года                                                        | н/д                                      | Номинация |
| 2015 | XBIZ Award | Лучшая актриса второго плана                                                | Second Chances                           | Победа    |
| 2015 | XBIZ Award | Лучшая сцена — лесбийское порно (с Никки Хартс)                             | Secret Life of a Lesbian                 | Номинация |
| 2016 | AVN Award  | Лучшая актриса второго плана                                                | Sisters of Anarchy                       | Номинация |
| 2016 | AVN Award  | Лучшая сцена триолизма — Ж/Ж/М (с Картер Круз и Мануэлем Феррара)           | Fluid 3                                  | Номинация |
| 2016 | XBIZ Award | Лучшая сцена — Vignette Release (с Томми Ганном)                            | Almost Relatives                         | Номинация |
| 2017 | XBIZ Award | Лучшая сцена — полнометражный релиз (вместе с Ксандером Корвусом)           | Preacher’s Daughter                      | Номинация |
| 2017 | AVN Award  | Лучшая актриса второго плана                                                | Good Little Girl                         | Номинация |
| 2018 | AVN Award  | Лучшая сцена двойного проникновения (with Jessy Jones and Xander Corvus)    | Insatiable Miss Jessa Rhodes             | Номинация |
| 2018 | AVN Award  | Лучшая сцена орального секса (с Марком Уайтом)                              | Superstar BJ’s                           | Номинация |
| 2018 | AVN Award  | Лучшая сцена секса в иностранном фильме (с Джеймсом Уэббом и Хуаном Лучо)   | Rawhide                                  | Номинация |
| 2018 | AVN Award  | Лучшая сцена виртуального секса (с Марикой Хейз и Райном Дриллером)         | Fuck Bill                                | Номинация |
| 2018 | AVN Award  | Исполнительница года                                                        | н/д                                      | Номинация |
| 2018 | XBIZ Award | Лучшая актриса второго плана                                                | Justice League XXX: An Axel Braun Parody | Номинация |
| 2018 | XBIZ Award | Исполнительница года                                                        | н/д                                      | Номинация |